# Malcolm Shannon
Malcolm "Marcos" Shannon nació en Irlanda y fue un marino que participó de la guerra del Brasil a favor de las fuerzas argentinas y también en las guerras civiles argentinas. Llegó a obtener el grado de comandante.

## Biografía
El 26 de diciembre de 1826 al mando de la Goleta Unión formó parte de la escuadra argentina que con quince buques partió hacia el río Uruguay para enfrentar a la Tercera División Naval Imperial, con diecisiete navíos al mando del capitán de Fragata Jacinto Roque de Sena Pereira. En la batalla final de la campaña, librada en Juncal los días 8 y 9 de febrero de 1827, la escuadra argentina derrotó completamente a la brasilera.

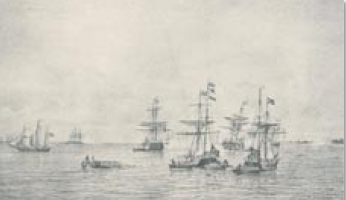
Combate de Monte Santiago.

Reasignado al Bergantín Independencia como segundo comandante de Francisco Drummond el 7 y 8 de abril de 1827 participó en el duro Combate de Monte Santiago, donde la escuadra argentina sufrió grandes pérdidas.
Habiendo varado en el banco de Monte Santiago junto al Bergantín República, el Independencia quedó bajo fuego de dieciséis naves de la flota brasilera, sin más apoyo que el de la Goleta Sarandí.
Tras dos días de combate, el buque había perdido a la mitad de sus hombres, la mayor parte de sus cañones estaban inutilizables y carecía de munición Drummond, que había sido herido en la primera jornada, dejó al teniente Roberto Ford al mando y fue con el único bote disponible a buscar municiones en los otros buques, acompañado por Malcolm Shannon, por temor a que a raíz de su herida perdiera el conocimiento. En el República apenas quedaba munición, por lo que siguió bajo fuego hasta la Sarandí, al mando de su amigo el capitán John Halstead Coe, pero apenas pisó la cubierta, el impacto directo de una bala de cañón de a 24 le acertó en el costado derecho, a la altura del fémur, hiriéndolo de muerte. Tanto el Independencia como el República fueron destruidos y Shannon con los restantes supervivientes regresaron a bordo de la Sarandí.
El 24 de mayo de 1841, en el marco de la campaña naval de ese año la escuadra argentina al mando de Guillermo Brown enfrentó con resultado indeciso a la flota del Uruguay al mando del coronel de Marina John Halstead Coe. Malcolm Shannon que se desempeñaba como comandante de la Corbeta Sarandí (buque insignia) murió durante el combate.